# Castrop-Rauxel
Castrop-Rauxel – miasto w Niemczech, w kraju związkowym Nadrenia Północna-Westfalia, w rejencji Münster, w powiecie Recklinghausen. Liczy 75 408 mieszkańców (2010).
W mieście znajduje się stacja kolejowa Castrop-Rauxel Hauptbahnhof.
Urodził się tu Franciszek Jerzy Jaskulski.
W mieście rozwinął się przemysł chemiczny, maszynowy, elektrotechniczny, włókienniczy oraz spożywczy.

## Współpraca
Miejscowości partnerskie:
- Kuopio, Finlandia
- Nowa Ruda, Polska
- Vincennes, Francja
- Wakefield, Wielka Brytania
- Zehdenick, Niemcy (Brandenburgia).